# 전의-조치원 전투
전의-조치원는 한국 전쟁 중기 전의군과 조치원에서 치러진 전투로 미국의 스미스 부대가 오산 전투의 서전에서 패한 뒤로 윌리엄 F. 딘 소장이 이끄는 미 제24사단의 주력이 축차 투입되어 경부 국도상에서 벌인 지연전이다. 전의 지구 전투는 전의면과 전동면 사이의 개미고개 일대를 중심으로 벌어져‘개미고개 전투'라고도 부른다.
즉 7월 5일에 평택-안성 전투에서 제34연대의 일부가 북한군과의 교전을 신호로 한 이래로 국도를 선혈로 물들이는 치열한 각축전이 시작된 것이며, 그리하여 제21연대와 더불어 천안-전의군-조치원을 잇는 방어선을 중심으로 일진일퇴케 된 결과, 7월 12일에 마침내 금강 남안 쪽으로 물러서게 된 것이 골자이다.

## 배경
6월 30일 미 극동군사령관 더글라스 맥아더(Mac Arthur) 원수가 주일 미 제8군 사령관 월턴 워커(Walker) 중장에게 『제24사단을 한국으로 이동시키라.』라는 명령을 하달함에 따라 1950년 7월 1일 오전 3시 15분 서달된 동 제8군사령부의 작전명령 제2호에 의거해 스미스 특수임무부대가 동사단의 선견대로서 7월 1일 낮에 이타주케(Itazuke) 공군기지에서 부산의 수영 비행장으로 공수되었거니와, 이 부대가 오산 부근에서 적을 맞이할 태세를 갖추고 있을 무렵인 7월 4일 저녁에 사단의 주력 일부인 제2진이 대전으로 진출하였다.

### 작전 계획
사단장 윌리엄 F. 딘(Dean) 소장은 스미스 특수임무부대를 오산 부근으로 투입할 당시 까지만 하여도, 그 역시 북한군의 전력을 대수롭지 않을 것으로 오판한 결과, 오산 북쪽에서 동 부대가 북한군을 능히 저지하여 시간을 얻게 된다면 그 동안 후속할 제34연대를 안성-평택선에 전개하여 이 연대로써 적의 남진을 충분히 막아낼 수 있으리라고 판단한 듯 하였다.
그리하여 7월 4일 오후, 제34연대 1대대가 연대의 선발대로 먼저 대전에 도착하자, 사단장은 우선 이 대대로써 평택 부근에 축차 진지를 급편케 함으로써 스미스 부대의 철수에 따른 엄호와 수용임무를 아울러 맡도록 응급조치한 다음, 7월 5일 새벽에 제 3대대와 연대본부가 당도하게 되자 동 연대장 제이 B. 러브리스(Lovless)대령에게 이르기를,
| 긴급명령 |
| 『①한강을 도하한 적은 기갑부대와 함께 수원 부근에서 남하중이며, 스미스 특수임무부대가 오산 부근에서 그들을 조치할 것이다. ②귀연대의 제1대대는 평택 부근에서 진지를 점령중일 것이다. ③제3대대로써 안성을 확보토록 하라. ④연대 지휘소는 성환에 위치하라.』 제34연대장 대령 제이 B. 러브리스 |

라고 세부사정까지 지시하였다.
그런데 이와 같이 사단장이 안성-평택선에 방어선을 펴기로 한 것은, 당시 평택-성환-천안의 경부국도의 방어에 주안을 둔 사단의 당면한 임무로 보아, 다음과 같은 이유에서 일 것으로 풀이된다.
첫째, 평택은 금강이북지역에서 국도의 방어에 가장 유리한 지형이라고 판단한 듯하니, 그 서쪽은 아산만에 연하는 안성천이 자연적으로 평택의 서측방을 방어하는 형세이고, 동쪽의 안성과의 사이에는 남북의 종단도로가 빈약하므로 적의 공격축이 오산-평택의 국도상으로 지향되리라 내다 본 것이다. 따라서 북한군의 입장에서는 정면공격 외에 이에 대하여 달리 우회 포위가 어려울 것이니 만큼 아방으로서는 그야말로 일부당관의 요충이라고 말할 만 한 곳이라는 것이다.
둘째, 안성은 경기와 충청내륙을 잇는 교통의 요지이니 안성-천안의 안성의 안성선 철도의 시발점이자, 동북으로 장호원, 동남으로 진천, 서남으로 성환과 천안, 서쪽으로 평택, 북쪽으로 용인과 오산으로 연결되는 방사선도로의 축심지역이다. 그러므로 북한군이 안성을 수중에 넣게 되면 그 일대의 평야를 장악하게 될 뿐만 아니라 그곳에서 성환이나 천안으로 직충하여 국도의 동측방을 협위할 수 있다, 아울러 금천-청주로 빠지는 길목을 확보하게 되는 것이다.
셋째, 2개 대대의 연대 담당정면으로서는 매우 광대하여 병력을 분산 사용하는 폐가 심하지만 견제와 억유로서 축차저항 한다면 사단주력의 진출까지 필요한 시간을 능히 얻을 수 있을 것이다.
따라서 사단장은 안성-평택선을 잃게 되면, 그 금강이북 지역에서는 적과의 결전을 시도하기 위한 본방어선을 편성하기 어렵다고 판단한 것으로 보인다.
이에 따라, 연대장 러브리스 대령은 낮 중으로 연대본부를 성환 읍내에 개설하는 가운데 데이비드 H. 스미스 중령 (David H. Smith)이 이끄는 제3대대를 안성으로 추진시켜, 장호원과 용인 쪽의 도로를 방어토록 하였는데, 연대에 예비 병력이 없음을 감고하여 동 대대의 L 중대를 뽑아 성환에 예비로 배치하는 한편, 연대의 중박격포 중대 4.2인치 중박격포를 전선의 양 대대에 분할 배속하였다.
그리하여 제 3 대대는 I, K의 2개 중대로써 안성의 동북쪽과 서북쪽의 도로를 지키게 되었고, 제 1대대는 지휘소를 평택 북쪽 외곽의 민가에 개설하고, C중대를 예비로 확보하는 가운데 A, B 양개 중대로써 경부국도의 방어에 임하게 되었다.
그런데 이 무렵부터 일기가 불순하여, 비가 내리는가 하면 안개가 낮게 깔리기도 함으로써 당시 연대의 무전기로서는 성환과 평택 및 안성 사이의 통신소통이 이루어지지 않았고, 유선마저도 피난민에 의하여 노끈 대용품으로서인지 절단이 되는 사례가 잦았던 탓으로 이 역시 거의 불통상태여서, 연대장의 지휘조치가 적기에 이루어질 수 없었으므로 전선대대는 실제로 대대장의 독자적인 판단에 따라 행동할 수 밖에 없는 실정이었다.

## 전투 과정

### 7월 9일
이제 국도연변에 불리한 싸움은 리처드 W. 스테픈스 대령이 이끄는 제21연대가 이어 받게 되었다.
혼성 제 1대대의 전황: 전날 천안을 수중에 넣은 리권무 소장이 이끄는 북한군 제4사단이 이날도 국도를 중심으로 남하하여 전의군을 침공하였는데, 미군의 저항이 점차로 거세지게 되자 천안 이남에서는 그 전출에 신중을 기하는 듯하였다.
따라서 전의 동쪽의 구릉지대에 진지를 점령한 미 혼성 제1대대는 적의 얼굴도 보지 못하는 가운데 한 낮을 넘기게 되었다.
이때에 동 홍성대대를 지휘중인 D 중대장 알키르(Alkire) 대위는 주력으로써 134고지(전의역 동쪽 1.2km)에서 서남쪽으로 비스듬히 뻗어내려 국도에 이르는 일련의 능선에 진지를 점령토록 하고, 그곳에서 서남쪽으로 국도와 철도 건너에 있는 오얏고지(전의역 동남쪽 800m, 표고 100m 정도)에 레이 빅슬러(Ray Bixler) 중위가 이끄는 1개 소대를 배치하였다.
이리하여 이 두 진지로써 그 사이로 동남향하는 국도와 철도를 함께 제압키로 한 것인데 15:00에 적의 전차 11대가 전의로 진입하는 것을 볼 수 있었다.
그런데 이날 제3, 제4 전술항공통제단의 다른 보고에 따르면, 황혼 무렵에 전의와 평택 사이의 국도에서 200대의 북한군 차량종대를 포착하여 공중공격을 가한 결과 그 중 100여대를 염상시켰다고 하였는데, 실제로 이 공격을 받은 바 있는 유경수 소장이 이끄는 북한군 제105전차 사단의 정치군관인 오기완 대위가 뒷날 증언하기를 『천안 남쪽에서 미군 항공기 30여대로부터 5시간이나 공중공격을 받아 전차 15대와 차량 30여 대가 파괴되었다. 이것은 개전 이래 미공군으로부터 입은 가장 큰 손실이었으며, 우리는 대공장비를 갖추지 않고 승승장구로 내닫기만 하다가 그들 항공기의 좋은 밥이 된 셈이다.』라고 하였으니, 이 여파가 북한군의 남진에 적지 않은 영향을 미쳤을 것으로 보인다.
제34연대의 정황: 한편 전날 행정리에서 공주로 가는 도로를 따라 철수한 로버트 웨드링턴 중령 대리가 이끄는 제34연대는 제3대로써 광정리 부근의 진지를, 제1대대로써 수촌리 부근의 진지를 각각 확보케 하여 북한군을 기다렸으나, 이날 종일토록 그 정면에서 별다른 접전이 없었다. 이로 보면 북한군은 금강선의 돌파에 앞서 조치원의 점령에 주안을 둔 것으로 보여지는 것이다.

### 7월 10일

#### 제21연대의 상황
혼성 제1대대의 철수: 날이 밝자, 전의 부근에 때 아닌 바람이 불기 시작하고긴장한 가운데 전의 동쪽의 진지에서 밤을 지샌 연대장 스테픈스 대령 이하 동 홍성대대원은 날이 밝는 즉시로 북한군의 공세가 들이닥칠 것으로 내다보았는데, 과연 그 예상이 적중하였다.
이날은 예의 새벽안개가 유난히 짙게 깔려 논바닥과 도로, 그리고 능선의 구비마다 백포를 낮게 드리운 듯하여, 그로 말미암아 동서를 분간할 수 없는 상태가 계속되었다.
06:00를 전후로 하여, 대대원들은 적이 연전으로 다가오는 소음을 들을 수 있었으나, 그 모습을 볼 수는 없었고 북한군은 이를 호기로 삼아 일부 병력을 은밀히 연전에 접근시켜, 요난사격을 집중함으로써 그 응수모양을 살펴 적의 배치상태를 탐지한 다음, 07:00에 박격포사격을 퍼붓기 시작하였다.
그런 다음, 국도 서쪽의 빅슬러 중위 소대 정면으로 공격력을 집중함으로써 그 진지에서 교전의 총성이 먼저 울려퍼지게 되었다.
이에 연대장이 4.2인치 중박격포로써 동 소대를 엄호토록 한 결과, 그 중 박격포가 화력의 집중 위력을 발휘하여 적의 제1파를 격퇴하였다.
그런데 이 동안 북한군의 일부가 우중에 기도를 비닉하여 도로 동쪽의 대대 주진지의 동측방으로 우회한 다음 박격포진지 쪽으로 잠입하였는데, 이와 동시에 진지 정면에서 적의 전차 1대가 안개 속으로 도로의 방어선을 돌파하여 그 후방으로 돌진하였다.
능선 위의 주 진지에서는 이러한 상황을 알지 못하다가 08:00가 지나 안개가 걷히기 시작한 다음에야 비로소 적이 등 뒤에 뛰었다는 것을 깨닫게 되었다. 그러나 때가 이미 늦어, 08:30를 전후하여 북한군의 보병 일부가 전차와 합류하여, 박격포 진지를 유린하고 말았다.
이리하여 주 진지와 박격포 진지 사이에 통신이 두절된 가운데 09:00에 북한군의 공격이 재개되었고 전의 마을로부터 동쪽의 대대 주 진지 정면으로 기어올랐다.
이에 포병의 화력으로 이들을 막아내어, 어느 덧 11:00를 넘기게 되었는데, 이번에는 그 좌측의 빅슬러 중위 소대정면으로 북한군의 음성이 다시 지향된다고 연대장에게 보고되었다. 그러나 4.2인치박격포 지원이 끊어져 동 소대를 엄호할 수 없었다.
제3대대의 역습: 이리하여 제 3대대진지로 철수한 연대장 스테픈스 대령은 대대장 젠슨 중령에게 『즉시 역습을 감행하여 혼성 제 1대대의 진지를 탈환하라.』라고 명령한 다음, 철수 병력과 함께 조치원의 연대 CP로 복귀하여 동 혼성대대의 중대로 하여금 시급히 전열을 가다듬도록 조치하였다.
그런데 이날 저녁 조치원에서 이 혼성대대가 병력을 점검한 결과 A 중대는 181명 중 27명이 부상을 입고 30명이 실종되었으며, D 중대는 3명이 전사하고 8명이 부상한 것으로 밝혀졌는데, 박격포는 모두 유기된 상태였다. 따라서 이날 이 대대는 20%의 손실을 본 셈이 되었다.

#### 제34연대의 상황
그런데 뒷날 밝혀진 바에 의하면 리영호 소장이 이끄는 제3사단은 이날 밤 늦게야 전의로 후속하여 진출한 바, 여기에서 북한군 제4사단과 임무를 교대하였다는 것인데, 이로부터 국도의 제21연대 정면은 동 제3사단이 맡고, 제4사단은 행정리로 되돌아가 공주도로를 따라 제34연대를 추격키로 한 것으로 판명되었다.
따라서 이런 까닭으로 제34연대는 이날까지도 별다른 접전없이 광정리와 수촌리 진지를 확보하는 가운데 그 일부로써 공주 경찰 병력과 함께 금강 남안에 방어 진지를 마련하는 한편, 공병으로써 이동 도로확보와 교량 폭파의 준비 작업을 실시하였다.
한편, 전날 공주에 도착한 박익균 중위가 이끄는 기마 제6중대는 이날 날이 밝자 중대장이 직접 김관섭 소위가 이끄는 제1소대를 이끌고 한걸음 먼저 예산으로 진출하여 예산 국민학교를 수색 거점으로 삼아 천안-예산 도로를 수색하였으나 북한군의 얼굴을울 보지 못하였다.
이에 중대장 박익균 중위는 저녁에 예산 지서의 경비전화로써 공주의 중대를 불러, 다음날 주력을 모두 예산으로 집결토록 하였다.

### 7월 11일

#### 제21연대의 상황

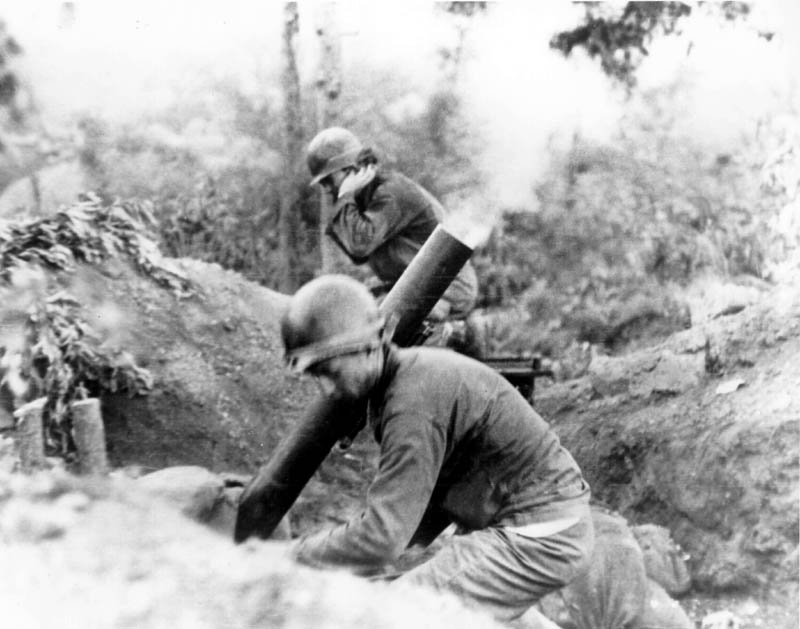
7월 11일 조치원에서 북한군에 박격포를 쏘는 미군

제 3대대의 와해: 이날로써 사단은 금강 이북에서의 저항에 종지부를 찍게 되었는데 새벽에 미곡리 부근의 진지를 다시 점령한 칼 C. 젠슨 중령이 이끄는 제3대대는 날이 미처 밝기 전에 북한군의 공세를 맞이하게 되었다.
짙은 효무 중에 도전하는 총성을 울린 그들의 예기가 자못 날카로웠는데, 이는 한강선을 돌파한 뒤로 줄곳 그들 제4사단을 후속하다가 전선에 새로이 그 모습을 드러내게 된 제3사단의 제1격인 까닭인 것으로 밝혀졌다.
전차들은 전례 없이 보 · 전 · 포의 협동을 이루는 가운데 대대 진지에 대한 정면 돌파와 측면 포위의 수법으로써 대대를 단번에 궁지로 몰아넣었다.
북한군은 전날 저녁에 일시 K 중대의 진지를 점령하였을 때에 그 동쪽에 있는 대대 주 진지의 배치 상황을 정찰하여 대대의 병력 배비 상태와 지휘소의 위치 등을 사전에 간파한 듯, 먼저 야포와 중박격포로써 진지 동남쪽의 도로변에 위치한 지휘소 부근에 집중 포격을 가하여 통신취급소와 탄약 저장소를 폭파하였다.
그리하여 통신소의 기능이 마비되고 탄약이 연쇄 폭발케 되었으며 이로 말미암아 대대본부병력의 태반이 살상되었다.
제1대대의 상황: 한편 전날 밤에 사단장으로부터 조치원 북쪽 3km 선까지의 철수를 내락 받은 연대장 스테픈스 대령은 찰스 B. 스미스(Charles B. Smith)가 이끄는 제1대대(-)가 대전에서 조치원에 도착하는 대로 이를 그곳에 투입하여 새로운 저지진지를 마련토록 하는 가운데, 전선의 제3대대로 하여금 접적을 유지하면서 철수케 함으로써 동선에서 이들을 수용하여 최대한으로 버티어 내기로 하였는데, 새벽에 스미스 중령이 B, C 양 중대를 이끌고 조치원에 당도하였으므로 그 곳의 A, D 중대를 통합지휘토록 하였다.
한편 사단장은 대구와 포항의 제19연대 및 제13포병대대를 대전에 집결토록 하고, 이들이 이동하는 동안 제1선의 전황을 지켜보았는데, 저녁이 되자 전의 남쪽 제21연대 3대대의 참담한 패전 보고에 접하게 되었다.
이에 사단장은 사실상 조치원의 운명이 시각을 다투게 되었음을 깨닫고, 공병으로 하여금 조치원에서 금강에 이르는 도로에 장애물을 설치토록 하여 동 연대의 철수를 엄호케 함으로써 이의 조치원 철수에 따른 후속조치를 강구하였다.

#### 제34연대의 상황
한편, 전의에서 길을 공주쪽으로 전향한 북한군 제4사단은 이날 비로소 광정리로 들이닥쳤다. 이에 그곳에 있는 뉴튼 W. 랜트론(Newton W. Lnatron) 대리 소령이 이끄는 제 34연대 제3대대는 경미한 접전 끝에 곧 금강 남쪽으로 철수하고 말았다.
그리하여 수촌리에 남은 해럴드 B. 에이리스(Harold B. Ayres) 중령이 이끄는 제1대대는 제78전차 대대 A 중대의 M-24 경전차 1개소대의 지원 하에 마지막 지연전을 벌이게 되었는데, 제3공병대대 D 중대가 금강에 이르는 도로의 교량을 모두 폭파하고 도로 방어책을 설비하는 가운데, 북한군의 포화에 전차 2대가 파괴되었을 뿐 대대는 별다른 접전 없이 밤을 넘기게 되었다.

## 결과 및 영향
제21연대 제3대대가 전의 전투에서 크게 패한 다음날인 7월 12일 오후에 조치원 북쪽에 홀로 남았던 동 연대 제1대대 역시 2000명으로 추산되는 북한군으로부터 동·북·서의 삼면 공격을 받게 되었다
이에 동 연대장 리처드 W. 스테픈스(Stephens) 대령은 그 대대로써 진지의 고수만을 고집할 경우, 전날 제3대대의 전철을 밟게 될것이 명약관화한 사실이라 하여 대대를 철수시키기로 결정하였다. 그리하여 그는 동대대로 하여금 조치원으로 집결하여 차량편으로 금강 남쪽의 대평리로 철수토록 조치한 다음, 12:00에 이와 같은 상황을 재 대전의 사단장에게 보고 하였다.
연대장으로부터 철수 명령을 받은 대대장 스미스 중령은 북한군과의 교전으로 말미암은 손실을 줄이기 위하여 1개 중대씩 한꺼번에 진지에서 뽑도록 함으로써 그들의 추격을 끊도록 하였다. 이에 대대는 철수중 접전 없이 조치원 부근에 집결하여, 연대 CP부근에 북한군의 포탄이 작열하는 가운데 그곳을 떠나 차량으로 경부본도를 따라 금강을 건너게 되었다.
그런데 전날에 제 19연대를 대전으로 집결토록 명령한 사단장 딘 소장은 이 연대로써, 제21연대가 조치원에서 철수하는 동안에, 금강 남안의 대평리 부근에 진지를 점령키로 하였으나. 이들의 대전 집결이 늦어져 이날 제21연대가 강을 건너 넘어설 때까지도 대평리에 당도치 못하였다.
이에 하는 수 없이, 강을 건넌 제21연대가 대평리에서 재수습된 325명의 병력으로써(제1대대원 261명, 제3대대원 64명) 강 남안의 제방에 연하여 새로운 방어진지를 점령케 되었다.
한편 7월 11일에 공주로 빠진 로버트 L. 워싱톤(Robert L. Wadlington) 대리 중령 제34연대는 먼저 금강을 건넌 제3대대로써 공주 부근에 진지를 점령케 한 뒤 7월 12일 일몰무렵에 강의 남쪽에 남겨 놓았던 제1대대를 철수시키고 21:00에 강에 가로 놓인 금강교를 폭파하여 경간의 일부를 파괴함으로써 이 연대 역시 제21연대와 같은 날에 모두 금강 남쪽으로 물러서게 되었다.
그런데 7월 11일에 유구에 침입한 북한군을 크게 무찌른 바 있는 박익균 중위가 이끄는 기병중대는 7월 12일 아침 예산을 떠나 유구를 거쳐 오후에 다시 공주로 복귀하게 되었는데 22:00에 금강 북안에 이르자 이미 교량이 파괴된 다음이므로 마필의 도강이 어렵게 되었다.
이에 중대는 강의 서안을 따라 밤새 말을 달려 이튿날인 7월 13일 새벽에 부여의 대안에 이르러, 그곳에서 배를 구하여 강을 건너, 7월 14일 아침에 공주의 제34연대와 다시 합세케 되었다.
이상과 같이 사단은 7월 12일 오후에 금강 남쪽으로 철수하여 새로운 방어태세를 갖추게 되었거니와, 제21연대의 2개 대대로써 북한군 제3, 제4 2개 사단을 조치원 북쪽에서 3일 동안 지연시킨셈이 되었다.
그러나 7월 12일 조치원을 상실케 됨으로써 사단장 딘(Dean) 소장이 우려한 결과가 나타나게 되었으니, 동쪽의 청주에서 최현 소장이 이끄는 북한군 제2사단을 막고 있던 김양원 준장이 이끄는 수도 사단도 이날 청주에서 물러났다.
이리하여 북한군은 이날 밤중으로 제3사단과 제105전차사단을 대평리 정면에, 제4사단을 공주 정면에 각각 전개한 다음 금강의 도하를 노리게 되었으며, 사단은 2개 연대로써 이들 북한군 2개사단을 맞아 다시 공방을 겨루게 된다.
대한무공수훈자회에서는 매년 7월 전의전투의 전사자를 추념하는 행사를 개최한다. 2018년에는 7월 11일에 세종시 전동면 자유 평화의 빛 위령탑 공원(구 개미고개)에서 전사한 미군 428명을 기리는 제 13회 추모제가 열렸다.

## 참고 자료
- South to the Naktong, North to the Yalu (1961) - U.S. Army Center of Military History
- 한국전쟁사 제2권 지연작전기 (1979) - 국방부 전사편찬위원회 보관됨 2023-04-17 - 웨이백 머신
- 6.25 전쟁사 제4권 금강-소백산맥선 지연작전 (2008) - 국방부 군사편찬연구소 보관됨 2021-06-24 - 웨이백 머신